# Britta Vattes
Britta Vattes-Köhne, född Britta Vattes den 19 december 1958, är en tysk före detta handbollsspelare.

## Karriär
Britta Vattes spelade handboll för klubben SV Werder Bremen och Bayer 04 Leverkusen, där hon vann tyska mästerskapet flera gånger och var lagkapten klubben. Hon spelade i Bayer 04 Leverkusen åtminstone från 1980 till 1990 då hon avslutade sin karriär.  Förutom de tyska mästerskapen nådde hon med klubben semifinalen i EHF Champions League 1983, men förlorade mot Spartak Kiev. Säsongen efter 1983/1984 nådde hon finalen  i EHF Champions League med Bayer , där Bayer led nederlag mot RK Radnički Belgrad. 1990 spelade hon några matcher för TuS Walle Bremen. Sammanlagt spelade hon 1980 till 1989 148 matcher i Bundesliga och noterades för 467 mål för Leverkusen.
Hon spelade i världsmästerskapet i handboll för damer 1978 md Tysklands damlandslag i handboll. I mästerskapet spelade hon bara 2 matcher och gjorde inga mål. Det var i början av hennes karriär hon var bara 20 år gammal 1958. Hon spelade sedan sammanlagt 123 landskamper för Tyskland.

## Individuella utmärkelser
Årets handbollsspelare i Tyskland 1984

## Publikationer
- Britta Vattes-Koehne: Schluss mit der Angst der Frauen vor Muskelpaketen, in Handballtraining, Ausgabe 10/1988, Sidorna 18–22.[6]